# 那塔蓬·蓬诺帕拉
那塔蓬·蓬诺帕拉（1988年5月16日—），泰国男子帆船运动员，2007年东南亚运动会男子RS:X级帆板金牌得主、2014年亚洲运动会男子米斯特拉尔级银牌得主、2022年亚洲运动会男子RS:X级帆板银牌得主。